# Szabó (foglalkozás)

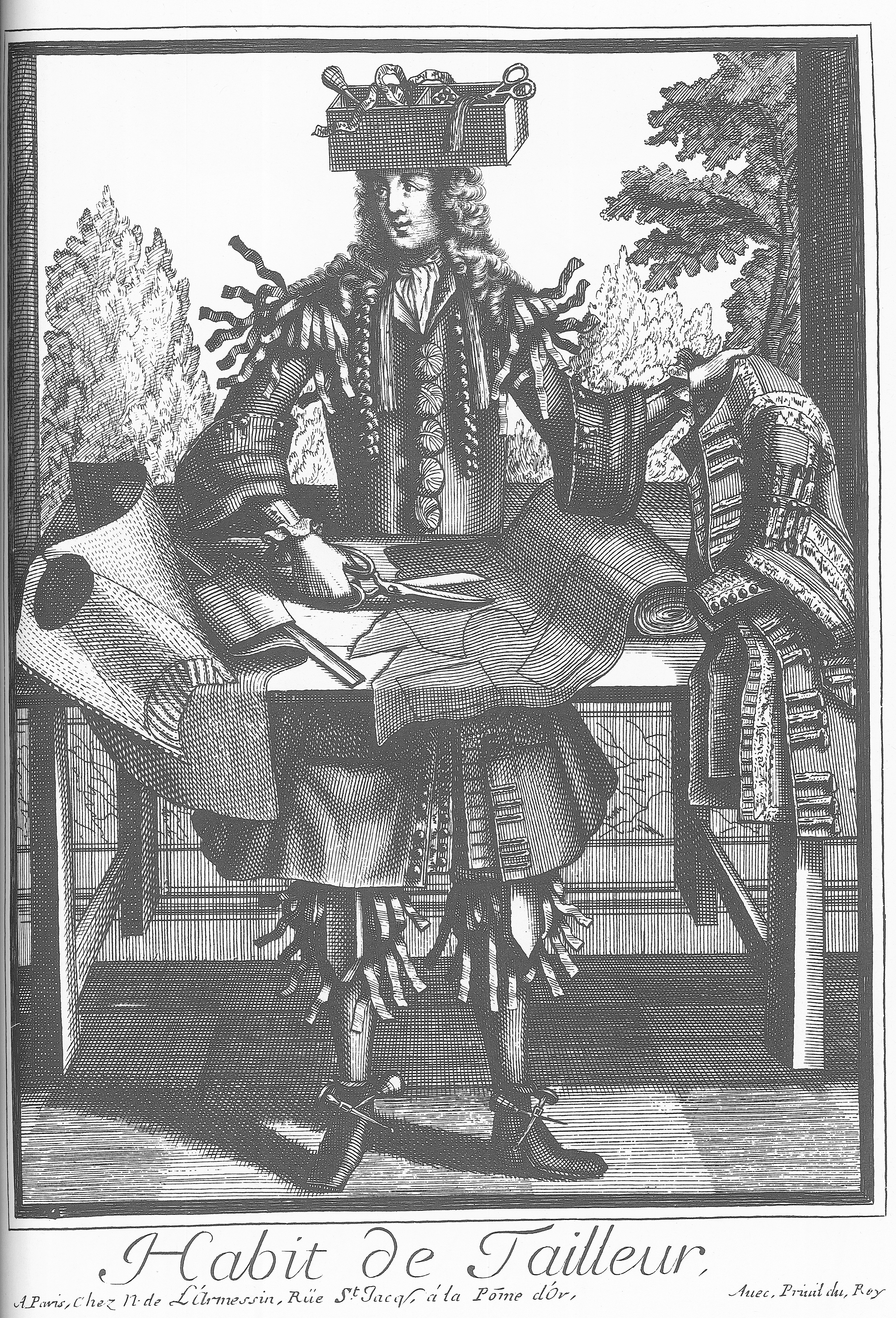
A szabó ruházatának ábrázolása 1695-ös metszet alapján

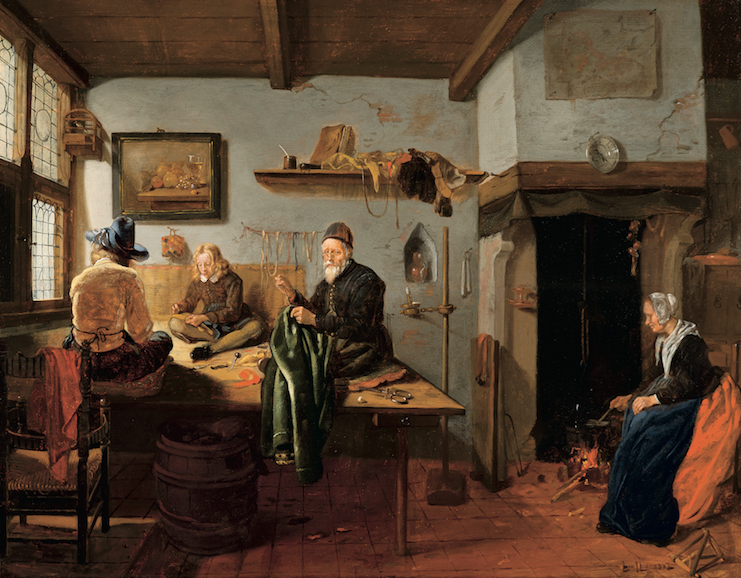
Egy szabóműhely belseje, Quiringh van Brekelenkam műve, 17. század

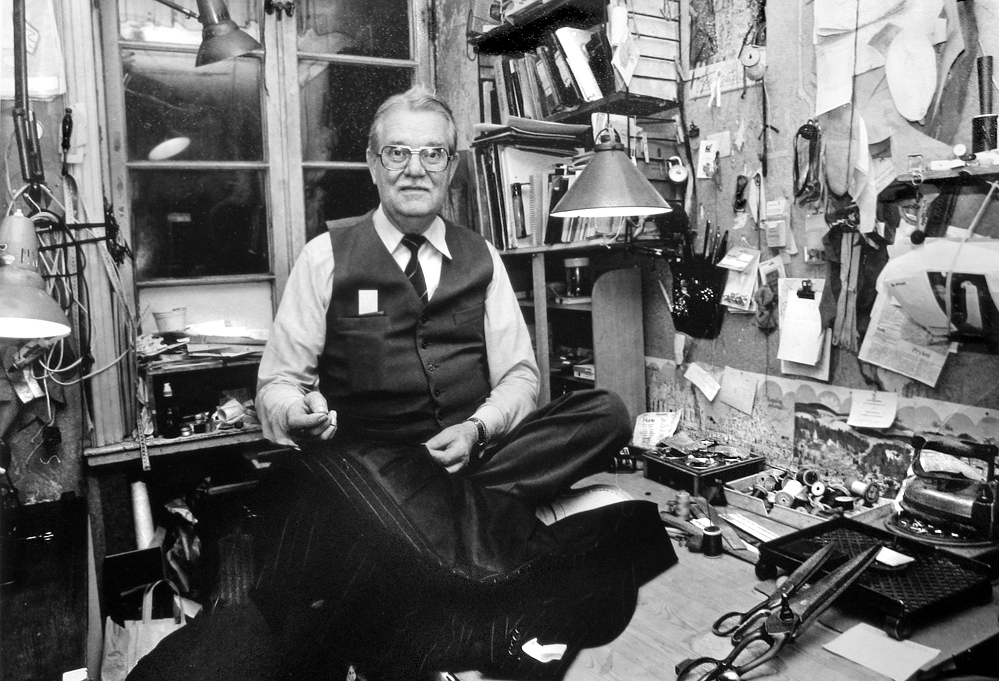
A szabó Malmö 1993.

A szabó egy hagyományos kisipari foglalkozás. A szabó szőtt kelméből felsőruhát készít: szab és varr. A FEOR szabó, varró elnevezéssel tartalmazza ezt a foglalkozást.

## Fogalma a FEOR-ban
A FEOR 7212 alatt szereplő szabó, varró legyártja, összeállítja, átalakítja és megjavítja a méretre szabott vagy kézzel készített ruhákat; (pl. öltönyt, kabátot) és egyéb termékeket (pl. ágyneműt, függönyt) készít textilanyagokból, vékony bőrből, szőrméből vagy egyéb anyagokból.

### Feladatai
- kabátok, öltönyök, szoknyák, ingek, blúzok, fehérneműk, fűzők, kalapok, parókák és hasonló ruhák készítése, gyakran az ügyfelek egyéni igényei szerint;
- textilanyagok, bőrök vagy szőrmék kiválasztása a ruha kívánt méretének, színének, anyagának és minőségének megfelelően, ezeknek a szabásminta szerint történő kiszabása, majd a gyártási utasítás szerint történő összeállítása;
- a ruhák stílusának módosítása, pl. nadrág szárának szűkítése, alja felhajtás változtatása, válltömések bevarrása vagy kivétele;
- kereskedelmi szabásminták kiválasztása és módosítása a vásárlók és a ruhagyártók specifikációi és igényei szerint;
- ruhák, kabátok és egyéb méret után készült ruházati cikkek összeállítása, átalakítása és javítása a vásárlók igényei szerint;
- színházi, televíziós és filmes produkciókban használt jelmezek elkészítése és gondozása;
- szőrméből készült ruházati és egyéb cikkek készítése, átalakítása és javítása.

## Története
Nyugat-Európában már a bronzkor óta viseltek egyszerű, részben görbe szabásvonalakkal szabott ruhadarabokat. Kezdetben az asszonyok varrták a ruhát. A 12–13. században Európában divattá vált, hogy a ruha láttassa a test formáit, a derékra rásimuljon. Ehhez derékig szűkíteni, lefelé pedig bővíteni kellett a ruhát, tehát bonyolultabb alakú darabokból összeállítani. Ettől kezdve a szabás függetlenné vált a szövőszék adta kelmeszélességtől, következésképpen  többféle divatforma alakult ki. Szakképzett férfiakra, szabókra volt szükség.

### A céhek
A szabók a  12. századtól céheket alakítottak; Magyarországon  Nagy Lajos király 1376-ban szabályozta és kötelezővé tette a céhrendszert, amelynek fejlődése a 15. században, a polgárság viszonylagos megerősödésével gyorsult fel, mégpedig főleg azokban a szakmákban, amelyek tömegszükségletet elégítettek ki. A szabók az elsők között tömörültek céhekbe. 

Egy szabócéh címere

### A 18. században
Az 1767 – 1775 közötti kézművesipari korszakban Óbudán  több szabó és nadrágszabó is működött. Az 1770-es évek második felében 20 takácsról és 21 szabóról tesznek említést, ami az Óbudán létesült Katonaruházati Biztosság igényeivel is kapcsolatos.

### A szabók szakosodása
Általában más mester készítette a férfi, és más a női ruhát. A magyar népviseletekben csak a férfi ruhát készítette szabó, a nőit általában falusi specialista varróasszonyok, akik elmaradottabb vidékeken a 20. században a férfiaknak is dolgoztak. Magyarországon a 19. század végéig a mesterség külön ágához tartozott a szűrszabó, akit vastagszabónak is neveztek. A vékonyszabó vékonyabb szövetekből varrt hagyományos, népi-nemzeti igényeknek megfelelő szabású darabokat (ú. n. magyar szabó) vagy nyugatias, városi, polgári szabásúakat (pl. pantallót), ez volt a német szabó. A német szabó néha nőknek is dolgozott. 
A 19. század vége óta nagyjából a paraszt szabó és úri szabó (valamint női szabó) felel meg a korábbi magyar szabó és német szabó szakágnak. Ha a szabó rendelésre, mértékvétel után, mondvacsinált ruhát varr (hozott anyagból), akkor váltó (műves) szabó a neve. Ha szabvány méretekre tömegárut készít, akkor vásári vagy vásárműves szabó, a 20. században konfekciós szabó.
A korábbi kézi varrás után a 19. század legvége óta a konfekciós szabó a legtöbb varrást géppel készíti, így olcsóbb tömegárut képes előállítani. Az úri szabó ugyanakkor a 20. század
közepéig is majdnem minden varrást kézzel végzett a finomabb, drágább ruhadarabokon. 
Az úri szabó foglalkozás egykor számos családban öröklődött; manapság a kihalóban levő szakmák egyike. A régi iparosok kiöregedtek, míg a ﬁatalokat nem vonzza kellően a terület. A kézi munka háttérbe szorul; míg egy úri szabó 45 óra alatt készít el egy öltönyt, addig az időszükséglet félkonfekcióban csak 10 óra. 
Az úri szabó munkája ma egyre inkább luxusszolgáltatásnak számít. (Bár számos varroda úri szabóságként hirdeti magát, ezek ténylegesen félig gyári technológiával dolgoznak.)